# Château de la Valette (Chadron)
Le château de la Valette est un édifice situé à Chadron, en France.

## Localisation
Le château est situé sur le territoire de la commune de Chadron, dans le département  de la Haute-Loire, en région Auvergne-Rhône-Alpes.

## Description
Le château est une ancienne  maison forte dans le Velay dans la seconde moitié du XVIe siècle. Les troubles dus aux pillards et aux troupes militaires organisées entraînent le développement d'une architecture proche des forts médiévaux, avec logis de plan massé flanqué de deux tours circulaires intégrant un massif barlong plus élevé. L'évolution des armements est prise en compte avec la présence de canonnières de différents modèles. Des éléments isolés de décor témoignent d'une tentative de se conformer à la mode Renaissance. Le château conserve des décors muraux peints datant du XVIIe siècle.

## Historique
Le château est inscrit au titre des monuments historiques par arrêté du 20 mars 2006.

## Protection
Éléments protégés :  le château en totalité, y compris ses décors peints (cage d'escalier, chapelle) et sa tour extérieure.